# Paola Saluzzi
Paola Saluzzi (Roma, 21 maggio 1964) è una giornalista e conduttrice televisiva italiana.

## Biografia
Di padre lucano e madre piemontese, fa il suo esordio in TV su Rai 1 nel 1987 nella trasmissione Viaggio intorno all'uomo del giornalista e scrittore Sergio Zavoli. Nella stagione 1989-1990 è una delle inviate di Sereno variabile. La sua carriera è inizialmente legata al mondo dello sport: per tre anni lavora a Telemontecarlo dove conduce i tg sportivi ed è inviata alle Olimpiadi di Barcellona del 1992. Dal 1991 è giornalista professionista, iscritta all'Ordine dei Giornalisti del Lazio. Nel 1993 partecipa come valletta alla seconda edizione del programma d'intrattenimento ideato da Jocelyn Il grande gioco dell'oca su Rai 2: al suo fianco Alessia Marcuzzi, insieme coadiuvavano la conduzione di Gigi Sabani. 
Nel 1995 avviene il passaggio a Mediaset dove conduce alcune trasmissioni (tra queste Giorno per giorno insieme ad Alessandro Cecchi Paone) e si cimenta come attrice nella sitcom Casa Vianello. Nel 1998 è di nuovo in Rai per presentare Unomattina Estate insieme a Filippo Gaudenzi, così anche nell'estate successiva, insieme a Monica Maggioni e Pino Strabioli. Nell'autunno del 1999 alla primavera del 2002 la Saluzzi sarà conduttrice di tre edizioni invernali del programma Unomattina (di cui sarà anche autrice) al fianco di Luca Giurato. Presenta anche varie manifestazioni ufficiali della Repubblica Italiana come quella del 2 giugno 2001, e serate come il Premio Letterario Viareggio, Speciale Alta Moda Roma, Premio Rodolfo Valentino 2001, Premio Italiani nel mondo e Premio Ischia Internazionale di Giornalismo 2009.
Durante due puntate speciali di Uno Mattina è inviata in Kosovo e a Sarajevo. Tra il 2002 e il 2003 conduce su Rai 2 I fatti vostri. Nel 2004 conduce La grande giostra dei gol, per Rai International. Una sua telefonata a Salvatore Sottile datata 21 aprile 2005 è stata intercettata e usata come prova per lo scandalo riguardante il portavoce di Gianfranco Fini circa l'assunzione di ragazze in Rai in cambio di prestazioni sessuali. A fine 2005 approda al canale televisivo SAT2000, dal 2009 denominato TV2000, di proprietà della Conferenza Episcopale Italiana. In questa emittente conduce due programmi, uno serale Novecento Controluce e uno mattutino Buongiorno con...
Dal 2009 al 2016 presenta Sky TG 24 Pomeriggio, un programma di approfondimenti di attualità sulla piattaforma televisiva Sky dal lunedì al venerdì dalle ore 15:03 alle 17:00, per il quale è premiata con il Grand Prix Corallo Città di Alghero. Nel 2010 ha condotto su Rai 1 la manifestazione Una notte per Caruso, insieme a Luca Ward; lo stesso anno riceve, per la sezione giornalismo, il "Premio Nazionale Alghero Donna di Letteratura e Giornalismo". Dal 6 ottobre 2011 conduce su Cielo la trasmissione Buongiorno Cielo dal lunedì al venerdì dalle ore 06:30 alle 9:00.
Nel 2013 è stato annunciato dal comune di Alghero che Paola Saluzzi sarebbe stata nominata testimonial della città e presidente di META, Organo di promozione turistico culturale. Arrivata ad Alghero ha rinunciato all'incarico per via delle polemiche scatenatesi su tale scelta all'interno della giunta comunale. Nel 2015 viene sospesa da Sky per un commento pubblicato su Twitter riguardante il pilota Fernando Alonso, e poi reintegrata una settimana dopo. Nei primi mesi del 2017 le viene affidata la rubrica Dentro i fatti con le tue domande in onda dal lunedì al venerdì dalle 10:00 alle 12:00. Sempre nel 2017 lascia Sky, per tornare a TV2000.

## Vita privata
Sposata per undici anni e con un divorzio alle spalle, nel febbraio 2015 annuncia di aver sposato il 25 agosto 2014 negli Stati Uniti d'America il giornalista Gabriele Romagnoli, conosciuto a New York nel 2013.
Si professa cattolica.

## Programmi televisivi
- Viaggio intorno all'uomo (Rai 1, 1987)
- Sereno variabile (Rai 2, 1989-1990)  – inviata
- Mondialissimo (Telemontecarlo, 1990)
- Sport Show (Telemontecarlo, 1990-1992)
- Il viaggio di Colombo: Un sogno segreto (Telemontecarlo, 1992)
- Top sport (Telemontecarlo, 1992)
- Olimpiadi di Barcellona (Telemontecarlo, 1992)  – inviata
- Nuovo cinema Montecarlo (Telemontecarlo, 1993)
- La tombola di Sanremo (Rai 1, 1993)
- Festival di Sanremo (Rai 1, 1994)  – collegamenti giuria demoscopica
- Il grande gioco dell'oca (Rai 2, 1994)
- Derby del Cuore (Canale 5, 1995)
- Giorno per giorno (Canale 5, 1995)
- Così come siamo (Rete 4, 1996)
- Verissimo (Canale 5, 1996) puntata zero mai trasmessa
- Un Natale italiano - I Festival della canzone natalizia (Canale 5, 1996)
- Giostra di Capodanno (Rai International, 1996)
- Giro Sera (Rete 4, 1997)
- Terno secco (Telemontecarlo, 1997)
- Aspettando beautiful (Canale 5, 1997-1998)
- Unomattina Estate (Rai 1, 1998-1999)
- Mezzanotte, angeli in piazza (Rai 1, Rai 2, 1998)  – inviata
- Unomattina (Rai 1, 1999-2002)
- Tutti pazzi per il musical (Rai 1, 1999)
- Stelle d'estate (Rai 1, 1999)
- Millennium - La notte del 2000 (Rai 1, 1999)  – inviata
- Una voce per Padre Pio (Rai 1, 2000)
- Amalfi - Festa sul mare (Rai 1, 2000)
- Tutti a scuola (Rai 1, 2000)
- Premio Regia Televisiva (Rai 1, 2000)
- Magnificat (Rai 1, 2000)
- Tutti in piazza a Capodanno (Rai 1, 2000)  – inviata
- Repubblica italiana (Rai 1, 2001)
- Premio letterario Viareggio (Rai 1, 2001)
- Speciale Alta moda Roma (Rai 1, 2001)
- Premio Rodolfo Valentino (Rai 1, 2001)
- Premio Bellisario (Rai 2, 2001-2002, 2005-2006)
- La festa della mamma (Rai 1, 2002)
- Voci per la Pace (Rai 2, 2002)
- 54° Prix Italia (Rai 2, 2002)
- I fatti vostri (Rai 2, 2002-2003)
- La nave di Capodanno (Rai 1, Rai 2, 2002)
- La grande giostra dei gol (Rai International, 2004)
- Linea verde (Rai 1, 2003-2004)
- Premio italiani nel mondo (Rai 1, 2004-2005)
- Novecento controluce (TV2000, 2006-2009)
- Speciale Cantico dei Cantici (TV2000, 2006)
- Buongiorno con... (TV2000, 2008)
- Premio Ischia Internazionale di Giornalismo (Rai 1, 2009; Sky TG24, 2013-2016, 2021)
- Sky TG 24 Pomeriggio (Sky TG24, 2009-2016)
- Festa della Polizia 2009 (Rai 1, 2009)
- Vivo per te - 150 anni della Croce Rossa (Rai 1, 2009)
- 1 clik... X te (Rai 1, 2010)
- Una notte per Caruso (Rai 1, 2010, 2012-2013)
- Buongiorno Cielo (Cielo, 2011-2012)
- Regoliamoci! (Rai 1, 2012)
- Dentro i fatti con le tue domande (Sky TG24, 2017)
- Ritratti di coraggio (TV2000, 2017-2018)[10]
- L'ora solare (TV2000, dal 2018)
- 50º anniversario Associazione Nazionale della Polizia di Stato (TV2000, 2018)
- La casa degli Italiani (TV2000, 2019)
- Giù le mani dalla scuola (TV2000, 2019)
- Mediterraneo, frontiera di pace (TV2000, 2020)
- 13 maggio 1981 – Il proiettile deviato (TV2000, 2021)
- Covid 19, la memoria e la speranza (TV2000, 2021)
- Concerto di Natale al Senato (Rai 1, 2021)
- L'ora solare... fuori casa (TV2000, 2022)
- #OnePeopleOnePlanet - Earth Day 2021 (RaiPlay, 2021)
- Lectio Petri - La vita di San Pietro (TV2000, 2023)

## Filmografia
- Casa Vianello – sitcom, 6 episodi (1993-1996)
- L'ispettore Giusti – serie TV (1999)
- La via degli angeli, regia di Pupi Avati (1999)
- Forever Blues, regia di Franco Nero (2005)